# Fritz Stuckenberg
Fritz Stuckenberg (16. srpna 1881 Mnichov, Německo – 18. května 1944 Füssen, Německo) byl německý expresionistický malíř. Jeho strýc byl malíř Bernhard Wiegandt. V roce 1937 byla jeho díla spolu s mnoha dalšími vystavena na výstavě Entartete Kunst v Mnichově.

## Život a práce
Friedrich Bernhard Stuckenberg se narodil 16. srpna 1881 v Mnichově, ve dvanácti letech přijel do Delmenhorstu, kde jeho otec převzal obchodní řízení společnosti Hansa-Linoleumwerke. Jeho strýcem byl malíř Bernhard Wiegandt. Po přerušení studií architektury a po letech akademie ve Výmaru a Mnichově se v roce 1907 přestěhoval do Paříže, jejíž vedoucí role kulturního hlavního města 19. a počátku 20. století lákala umělce všech národů. Fritz Stuckenberg také našel v Paříži uměleckou inspiraci a "novou" svobodu světla a barev. Patřil do okruhu „Café du Dôme“ a vystavoval na velkých pařížských „salonech“ a galeriích. V tisku se mu od kritiků dostalo několikrát ocenění.
Od roku 1912 působil v Berlíně, kde jej objevil v roce 1916 Herwarth Walden a přijal jej do umělecké skupiny Sturm-Kreis, kde udržoval užší kontakty, zejména s Georgem Mucheem, Arnoldem Toppem, Walterem Mehringem nebo Mynonou. Zklamaný vývojem, v roce 1919 rozvázal smlouvu s Waldenem a připojil se k Arbeitsrat für Kunst s Walterem Gropiusem a Brunem Tautem, což byla později skupina Novembergruppe. Četné výstavy "Sturm", stejně jako účast na "prvním mezinárodním veletrhu Dada", začlenění do třetí složky Bauhaus a mnoho dalších výstav v důležitých galeriích, dokládají jeho místo na umělecké scéně té doby. Jeho dílo, zastoupené v důležitých německých a amerických sbírkách, bylo vystavováno v Německu, USA a Moskvě jako příklad jednoho z průkopnických představitelů evropské avantgardy.
Donucen vážnou nemocí a ekonomickými těžkostmi se Fritz Stuckenberg v roce 1921 vrátil do Delmenhorstu. Zde, v "ponurém Delmenhorstu" (z dopisu vlámskému dadaistovi Paulu van Ostaijenovi) za stále více politických a osobně represivnějších podmínek, vyvinul zralou konstruktivní a duchovní práci. V roce 1927 vystavoval společně s uměleckou skupinou Der Fels v městské Gemäldegalerie Bochum.
Během národního socialistického "očištění" byly všechny jeho obrazy v galerii odstraněny nebo zničeny. V roce 1937 byla na výstavě "Degenerované umění" uvedena práce Straße mit Häusern (Ulice s domy, 1921). V roce 1941 se odstěhoval do Füssenu a umřel v roce 1944 ve svých 62 letech.
Po téměř padesáti letech byl Stuckenberg znovuobjeven v roce 1993 na retrospektivní výstavě v Delmenhorstu, Berlíně a Neuss jako součást umělecké moderní avantgardy. Jeho dílo shromažďuje a udržuje především Městská galerie Delmenhorst, dva jeho obrazy (portrét Marie a "Kristus, procházející po jezeře"), které vznikly v roce 1908, visí od roku 1997 v kostele v Delmenhorstu, kde byly do roku 1947 součástí oltáře. Stálá expozice "Mistrovská díla Stuckenbergovy sbírky" byla otevřena 31. října 2008 v Delmenhorstu.

## Galerie

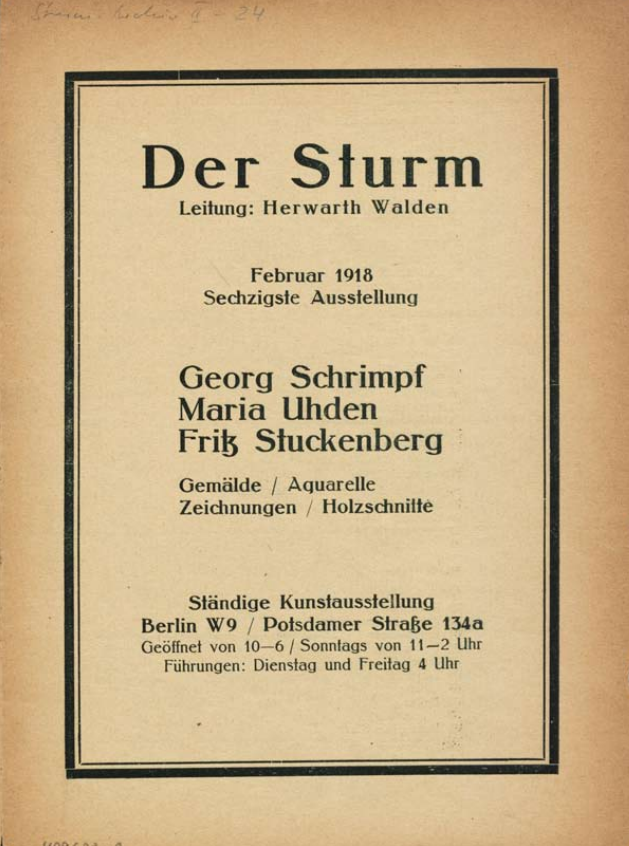
Der Sturm Sechzigste Ausstellung, únor 1918
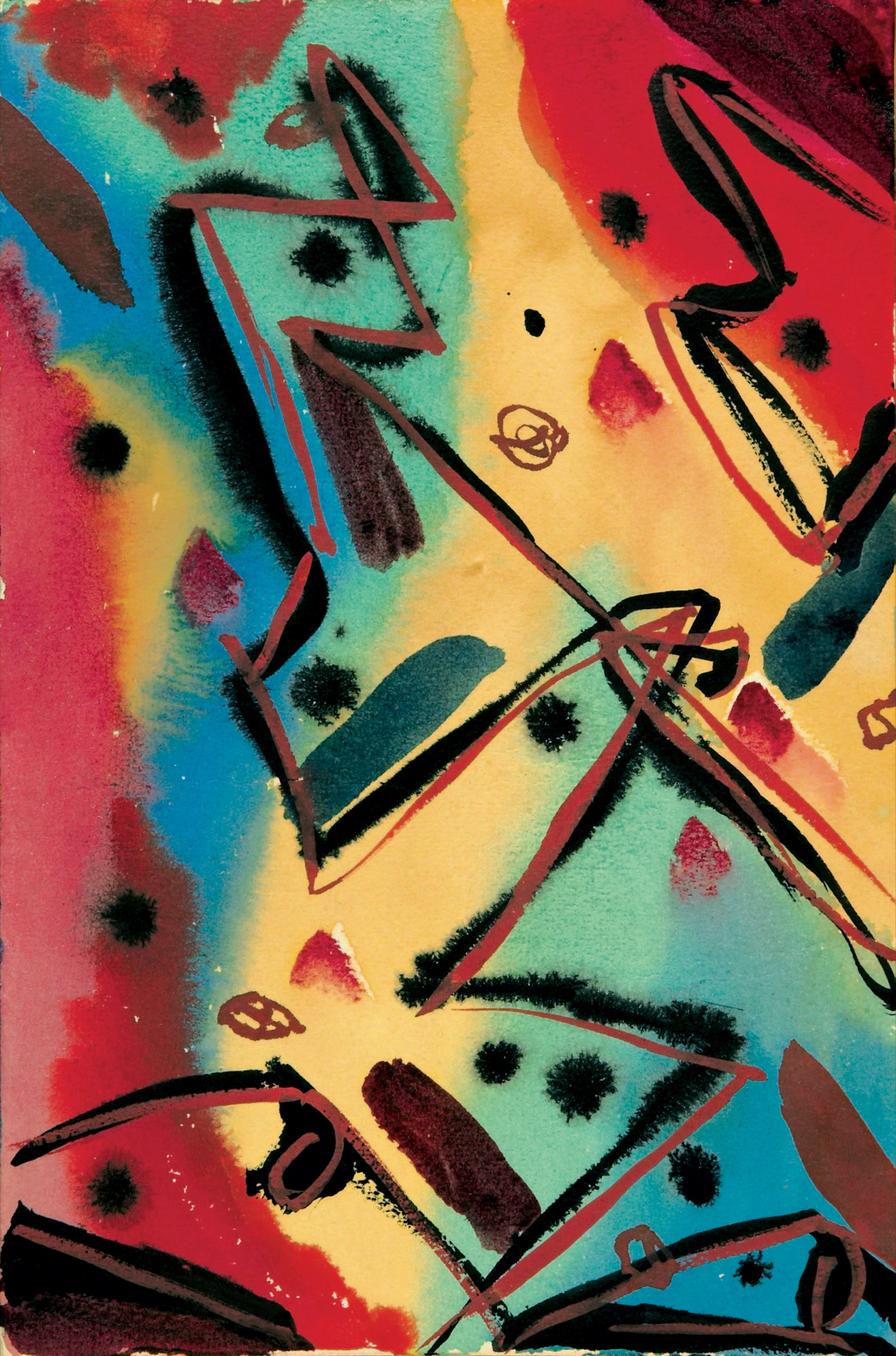
Fritz Stuckenberg, Abstrakte Komposition, 1919
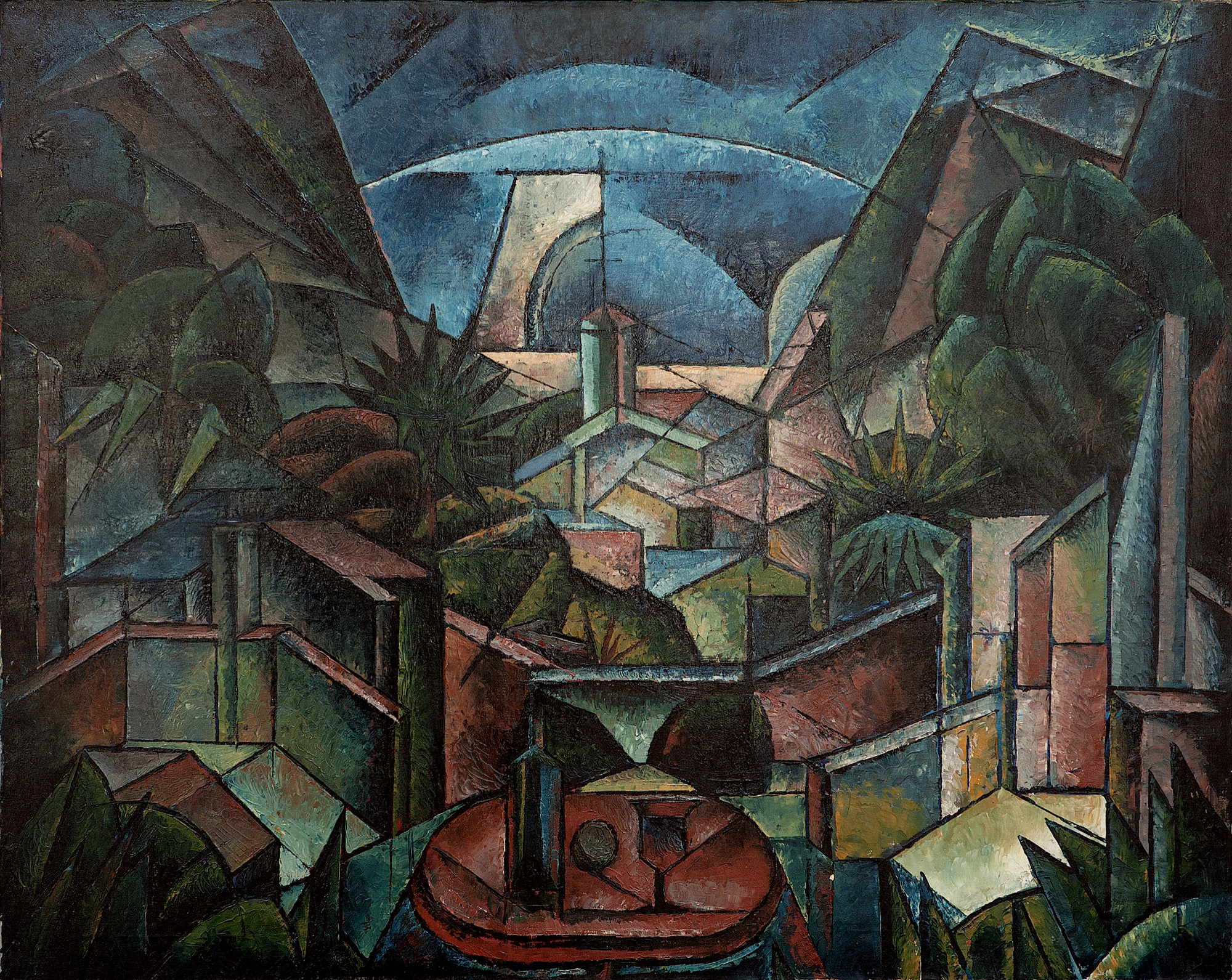
Fritz Stuckenberg, Kubofuturistische Landschaft, asi 1920
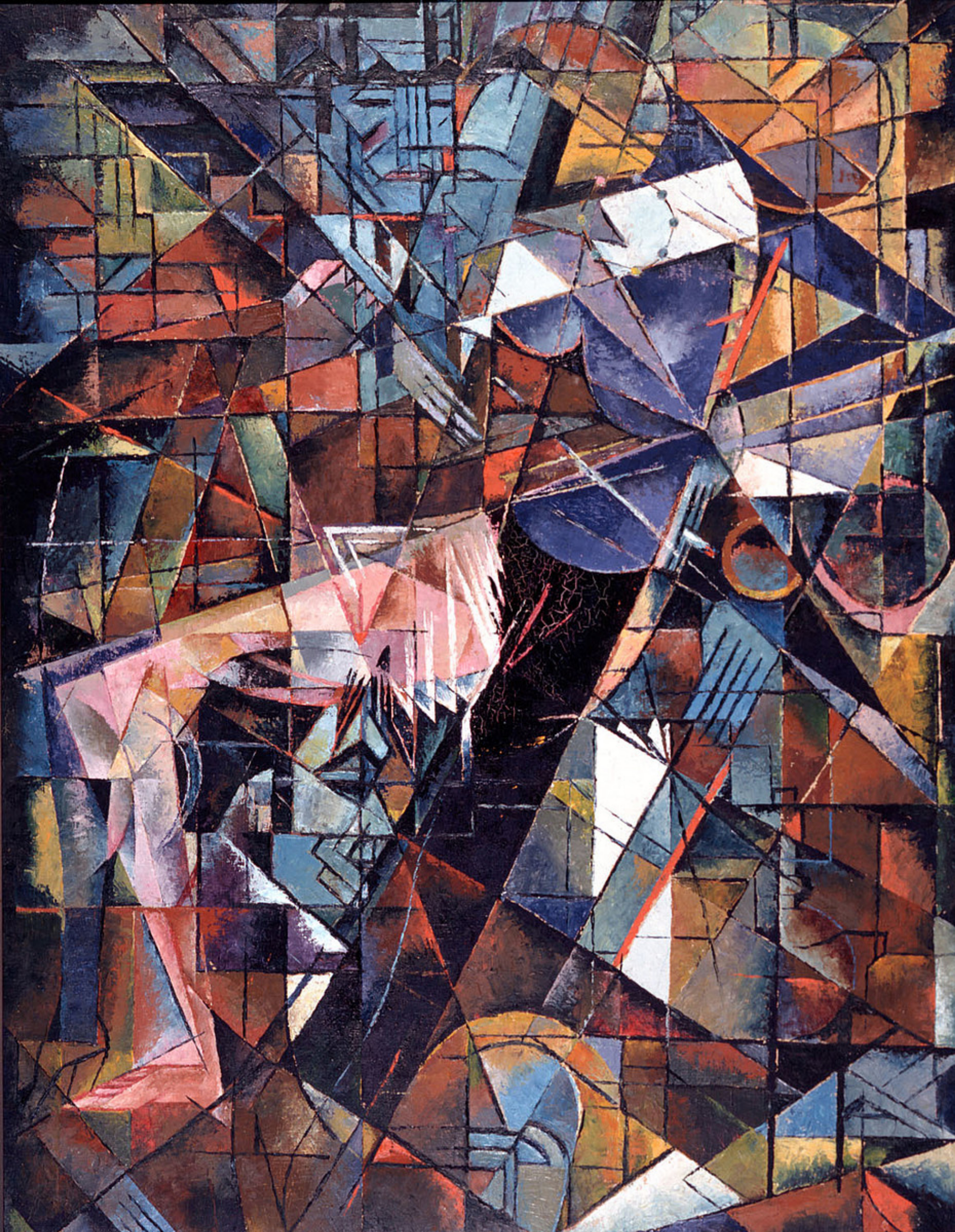
Fritz Stuckenberg, Das Liebespaar. 1919
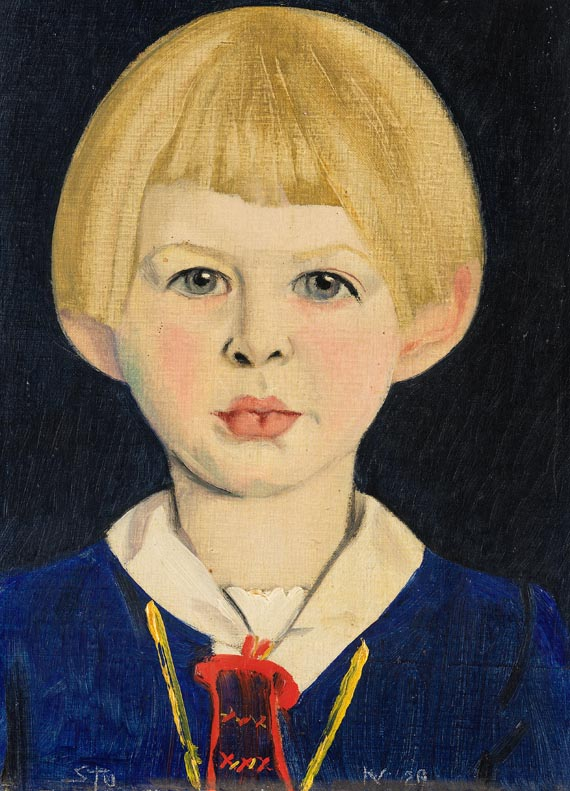
Fritz Stuckenberg, Porträt Hjordis, 1929